# Ophioglycera lyra
Ophioglycera lyra är en ringmaskart som beskrevs av Granados-Barba och Solis-Weiss 1997. Ophioglycera lyra ingår i släktet Ophioglycera och familjen Goniadidae. Inga underarter finns listade i Catalogue of Life.